# Bryan Adams
Bryan Guy Adams (født 5. november 1959 i Kingston, Ontario) er en canadisk sanger, guitarist og komponist.
Bryan Adams pladedebuterede i 1980 med albummet Bryan Adams, men hans gennembrud kom først i 1983 med det tredje album, Cuts Like a Knife, der solgte til platin i USA. Endnu større succes fik hans næste album, Reckless fra 1984, der bl.a. indeholdt hits'ne "Run to You", "Heaven" og "Summer of '69".
I 1991 udgav Adams singlen "(Everything I Do) I Do It for You", der salgsmæssigt er hans ubetinget største hit. Singlen var nummer et i 17 uger på den amerikansk salgshitliste, i 16 uger på den britiske og i 39 uger på den canadiske. Singlen slog dermed rekorden for længste placering på førstepladsen på alle tre hitlister.  Sangen var desuden temasang til filmen Robin Hood - Den Fredløse. Senere på året blev sangen udgivet på Adams' sjette studiealbum, Waking Up the Neighbours, der bl.a. også indeholdt nummer et-singlen "Can't Stop This Thing We Started".
Bryan Adams fortsatte med at lave filmmusik. I 1993 indspillede han sammen med Rod Stewart og Sting temasangen til De Tre Musketerer, "All For Love", og i 1996 var det "Have You Ever Really Loved a Woman?", der var temasang til Don Juan DeMarco, begge blev nummer et-singler i USA. I alt er Bryan Adams' sange blevet brugt i 19 spillefilm.
I 1996 udkom Adams' syvende studiealbum 18 til I Die, der også gav ham et par mindre hits. I 1997 fik han en aften på MTV Unplugged, hvilket senere blev udgivet som en plade.
I 1998 fik han sammen med Melanie C (fra Spice Girls) et hit med sangen "When You're Gone". I 2005 genindspillede han sangen med Pamela Anderson. Genindspilningen fandt sted i forbindelse med udgivelsen af Adams' opsamlingsalbum Anthology.
Desuden har Bryan Adams indspillet duetter med Tina Turner, Barbra Streisand, Chicane og Bonnie Raitt. Bryan Adams var også med på guitar og vokal på numrene "Empty Spaces" og "Young Lust", da Roger Waters sammensatte en større skare kendisser for at lave en historisk opsætning af The Wall i Berlin i 1990.
Med over 55 millioner solgte albums, er Bryan Adams Canadas bedst sælgende mandlige solist nogensinde.

## Diskografi
| År   | Titel                            | Pladeselskab |
| ---- | -------------------------------- | ------------ |
| 1980 | Bryan Adams                      | A&M Records  |
| 1981 | You Want It You Got It           | A&M Records  |
| 1983 | Cuts Like a Knife                | A&M Records  |
| 1984 | Reckless                         | A&M Records  |
| 1987 | Into the Fire                    | A&M Records  |
| 1991 | Waking Up the Neighbours         | A&M Records  |
| 1996 | 18 til I Die                     | A&M Records  |
| 1998 | On a Day Like Today              | A&M Records  |
| 2002 | Spirit: Stallion of the Cimarron | A&M Records  |
| 2004 | Room Service                     | Polydor      |
| 2008 | 11                               | Polydor      |
| 2014 | Tracks of My Years               | Polydor      |
| 2015 | Get Up                           | Polydor      |
| 2019 | Shine a Light                    |              |
| 2022 | Pretty Woman - The Musical       |              |
| 2022 | So Happy It Hurts                |              |
| 2022 | Classic                          |              |